# Bushbuckridge (municipalité)

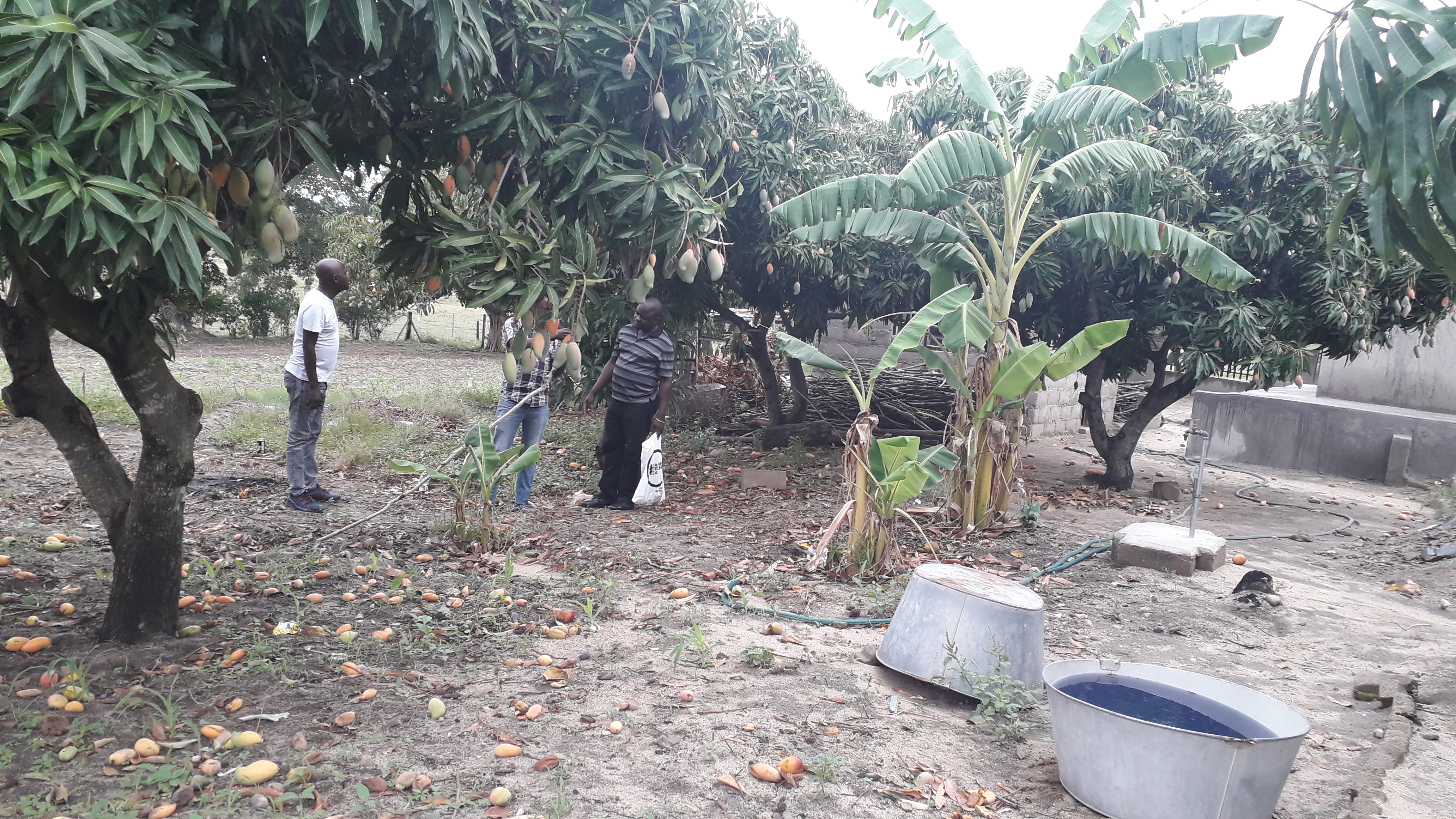
Récolte des fruits dans la municipalité de Bushbuckridge.

La municipalité locale de Bushbuckridge est une municipalité d'Afrique du Sud, située dans la province du Mpumalanga. Son siège est la ville de Bushbuckridge.